# Anisozyga hilaris
Anisozyga hilaris är en fjärilsart som beskrevs av W. Warren 1907. Anisozyga hilaris ingår i släktet Anisozyga och familjen mätare. Inga underarter finns listade i Catalogue of Life.